# Nick Brignola
Nick Brignola est un saxophoniste, flûtiste et clarinettiste de jazz américain, né en 1936, et décédé en 2002 à l'âge de 65 ans. Après une carrière de musicien de plus de 45 ans où il a accompagné les plus grands improvisateurs de sa génération et enregistré une vingtaine de disques en tant que leader, il demeure plus connu en Europe qu'aux États-Unis.

## Biographie
Nick Brignola est né à Troy (New York) le 17 juillet 1936, dans une famille de musiciens : son grand-père jouait du tuba, et son père du banjo et de la guitare dans les fêtes et les bals pour financer ses études.
Nick Brignola apprend la clarinette en autodidacte à l'âge de onze ans, puis le saxophone alto et tenor, et la flûte. Lorsqu'à l'âge de vingt ans il découvre le saxophone baryton, il choisit d'en faire son instrument de prédilection.
En 1957, pendant ses études universitaires à l'Ithaca College (en), il monte avec quelques amis le groupe Markevich's Mark V, qui remporte le prix du Meilleur groupe lycéen de l'année du magazine Down Beat. Grâce à ce prix, le groupe enregistre l'album New Designs In Jazz et se produit sous le nom de Reese Markewich Quintet dans divers festivals, ainsi qu'au Café Bohemia, un jazz club de Greenwich Village en 1958.
La même année, Nick Brignola reçoit une bourse d'études pour intégrer le prestigieux Berklee College of Music à Boston. Il y enregistre un disque avec son professeur le trompettiste de jazz Herb Pomeroy (en) et y rencontre ses futurs amis et partenaires de scène, dont le batteur Dick Berk.
Sa popularité lui fait quitter Berklee assez vite : il part à San Francisco pour jouer avec le vibraphoniste Cal Tjader au jazz club The Blackhawk. Au début des années 1960 il crée son propre groupe et joue avec le guitariste Sal Salvador, le saxophoniste Woody Herman & His Swingin' Herd lors d'un concert enregistré pour la télévision canadienne en 1964. Son premier album en tant que leader, This Is It!, enregistré en 1967, est édité par son propre label : Priam. La même année il part en tournée en Europe avec Ted Curson, l'ancien trompettiste de Mingus. En 1969, attiré par la vague du jazz fusion, il monte un groupe électrique qui joue en première partie de Blood, Sweat and Tears et de Cat Stevens, mais il retourne au jazz acoustique au milieu des années 1970 avec Ted Curson, Pepper Adams, Sal Salvador, Sal Nistico, et Bill Watrous
Nick Brignola joue avec d'autres grands musiciens de styles aussi divers que Thelonious Monk, Wes Montgomery, Elvin Jones, Buddy Rich, Barney Bigard, Dewey Redman, Phil Woods, Miles Davis, Clark Terry, Doc Cheatham (en), et Chet Baker. Il enregistre avec Cecil Payne, Ronnie Cuber.
Dans les années 1980, il se consacre essentiellement à l'enseignement à l'Université de l'État de New York à Albany, au Rensselaer Polytechnic Institute, The College of Saint Rose (en), et à l'Union College.
Au début des années 1990, il forme le groupe électrique Endangered Species, et rejoint ensuite le Three Baritone Saxophone Band de Ronnie Cuber et Gary Smulyan. Il enregistre deux albums en quartet au Sweet Basil Jazz Club (en) avec Kenny Barron, Dave Holland, George Mraz, Jack DeJohnette et Billy Hart. En 1994 il fait une tournée européenne.
Atteint d'un cancer, il décède le 8 février 2002 à Albany. Le College of Saint Rose, où il avait créé et dirigé le département jazz, attribue désormais une bourse d'études à son nom.

## Récompenses
- 1980 : Nommé au Grammy Award pour l'album LA Bound[3].

## Discographie
- 1967 : This is it!, Priam.
- 1977 : Baritone Madness (featuring Pepper Adams), Bee Hive.
- 1978 : New York Bound, 3D Japan.
- 1979 : L.A. Bound, Sea Breeze.
- 1979 : Burn Brigade, Bee Hive.
- 1983 : Signals… In From Somewhere, Discovery.
- 1984 : Northern Lights, Discovery.
- 1989 : On a Different Level, Reservoir (City Hall).
- 1989 : Raincheck, Reservoir (City Hall).
- 1990 : What it Takes, Reservoir (City Hall).
- 1991 : It’s Time, Reservoir (City Hall).
- 1992 : Live at Sweet Basil, First Set, Reservoir (City Hall).
- 1992 : Triste, Discovery.
- 1993 : Tribute to Mulligan, Stash.
- 1994 : Like Old Times, Reservoir (City Hall).
- 1996 : Flight of the Eagle, Reservoir (City Hall).
- 1998 : Poinciana, Reservoir (City Hall).
- 1998 : Spring is Here, Koch Records.
- 1999 : All Business, Reservoir (City Hall).
- 2000 : DEW Meets Nick Brignola, Cornerstone RAS
- 2002 : Tour De Force, Reservoir (City Hall).
- 2003 : Things Ain’t What They Used to Be; Last set at the sweet basil lounge, Reservoir (City Hall).